# Richard Beilfuss
Richard David Beilfuss, Jr. (* 10. Juni 1965) ist ein US-amerikanischer Hydrologe, Naturschützer und Ökologe.

## Leben
Beilfuss absolvierte von 1985 bis 1986 ein akademisches Jahr an der Tribhuvan-Universität in Nepal, wo er beim Studienprojekt The Logic of Parma: Cooperation and Stratification in Nepal involviert war. 1987 erwarb er seinen Bachelor of Science im Fachbereich Ökonomie der natürlichen Ressourcen an der University of Wisconsin–Madison. 1990 und 1991 erhielt er zwei Master-Abschlüsse von der University of Wisconsin–Madison, den ersten in Wasserressourcenmanagement mit dem Projekt Urban wetlands in the Yahara-Monona Watershed: Functional Classification and Management und den zweiten in Bau- und Umweltingenieurwesen mit der Schrift Hydrological Restoration and Management of Tram Chim Wetland Reserve, Mekong Delta, Vietnam. Nach einem Promotionsstudium an derselben Universität ab 1997 wurde er 2001 mit der Dissertation Hydrological disturbance, ecological dynamics, and restoration potential: the story of an African floodplain zum Ph.D. in Landressourcen und Feuchtgebietsökologie promoviert.
Von 1992 bis 2005 war Beilfuss für die Entwicklung und Verwaltung des Regionalprogramms der International Crane Foundation (ICF) in Afrika verantwortlich. Er arbeitete mit Stiftungsmitarbeitern und Mitarbeitern in mehr als 20 Ländern des Kontinents zusammen und leitete die öffentlichen und privaten Bemühungen zur Umsetzung innovativer Wassermanagementpraktiken im Sambesi-Flussbecken zum Schutz der Kraniche und vieler anderer Arten sowie zum Erhalt der menschlichen Lebensgrundlagen. Von 2006 bis 2009 lebte er mit seiner Frau Kathy und seinen beiden Söhnen in Mosambik, wo er im Auftrag der Carr Foundation als Direktor der Naturschutzdienste für den Gorongosa-Nationalpark tätig war.
Von Januar 2008 bis September 2009 war er leitender Berater beim WWF-Landesbüro in Mosambik, wo er in enger Partnerschaft mit dem Museum für Naturgeschichte, der Planungsbehörde des Sambesi-Tals, The Nature Conservancy und anderen für die Umsetzung von ökologischen Restwassermengenkonzepten im Flussbecken des Sambesi verantwortlich war. Auch an verschiedenen WWF-Projekten zum Schutz von Feuchtgebieten und Wildtieren in Mosambik war er beteiligt.
Beilfuss ist seit Juni 2010 Präsident und CEO der International Crane Foundation und von Amts wegen Vorstandsmitglied. Zuvor war er neun Monate Interimspräsident, Vizepräsident und Programmleiter. Er ist für die Überwachung, Leitung und Priorisierung der Programme der Stiftung in Asien, Afrika und Nordamerika zuständig und arbeitet eng mit den Regionalbüros in China, Vietnam, Kambodscha, Indien, Sambia, Uganda, Südafrika und Texas zusammen. Zudem ist er für das Jahresbudget der Stiftung in Höhe von 8 Millionen Dollar verantwortlich und leitete eine vierjährige, 40 Millionen Dollar umfassende Spendenkampagne der ICF.